# Maciej Rataj
Maciej Rataj (19 tháng 2 năm 1884 – 21 tháng 6 năm 1940) là chính trị gia và nhà văn người Ba Lan.